# Silent Night, Deadly Night 5: The Toy Maker
Silent Night, Deadly Night 5: The Toy Maker è un film diretto da Martin Kitrosser.

## Trama
Nella tarda notte di dicembre, un ragazzino di nome Derek Quinn sente suonare il campanello e scende al piano di sotto e trova un regalo di Natale indirizzato a lui sotto il portico. Suo padre, Tom, lo rimprovera per essersi alzato e per aver aperto la porta, mandandolo a letto. Derek osserva dalle scale mentre suo padre curioso apre il regalo, trova una sfera musicale a forma di Babbo Natale, la attiva, facendola strangolare con corde retrattili, mentre Tom lotta, scivola e cade su un attizzatoio del camino , il suo corpo impalato viene trovato dalla moglie Sarah pochi istanti dopo.
Due settimane dopo, quest'ultima porta Derek, che non parla dalla morte del padre, in un negozio di giocattoli di proprietà dell'anziano Joe Petto, e il suo strano figlio Pino, non rendendosi conto che Noah Adams li ha seguiti. Dopo che Derek ha rifiutato tutti i giocattoli che Joe gli mostra (e uno chiamato Larry the Larvae che Pino cerca di dargli), lui e sua madre se ne vanno, spingendo Joe a iniziare a urlare con rabbia contro Pino, incolpandolo per tutti i recenti fallimenti del negozio. Mentre scappa da suo padre, Pino incontra Noah e lascia cadere il giocattolo delle larve, che Noah raccoglie e compra insieme ad altri giocattoli. A casa sua, Noah inizia a smontare i giocattoli che ha comprato da Joe quando si confronta con il suo padrone di casa arrabbiato Harold, perche ha l'affitto arretrato, Noah, per appianare le cose, regala ad Harold the Larry il giocattolo delle larve in cambio di una proroga di un giorno. Mentre torna a casa, Harold viene ucciso quando Larry the Larvae si insinua nella sua bocca e fa scoppiare un occhio e muore schiantandosi con la macchina.
Il giorno successivo, Sarah porta Derek a vedere Babbo Natale (interpretato da Noah, che prende il turno del suo amico) al centro commerciale, mentre uscivano di casa trovano un altro regalo sotto il portico. Mentre Sarah e Derek sono via, Pino si intrufola nella loro casa, usando una chiave che aveva nascosto anni prima quando lui e suo padre vivevano lì. Quando Sarah e Derek tornano a casa presto (a causa dello strano comportamento di Noah nei confronti di Derek), Pino fugge di casa. Dopo aver affrontato Joe sull'intrusione di Pino (e aver affermato che chiamerà la polizia la prossima volta che accadrà), Sarah decide di lasciare che Derek apra il regalo che hanno trovato, ma Derek si rifiuta di toccarlo, Sarah riceve la visita della sua amica Kim Levitt, e mentre i due parlano, Derek si intrufola fuori e getta il regalo in un bidone della spazzatura, dove lo trova il figlio adottivo di Kim, Lonnie lo apre e trova dei pattini a rotelle, in preda alla rabbia, Joe inizia a picchiare Pino, uccidendolo accidentalmente facendolo cadere dalle scale. Mentre usa i pattini, Lonnie viene investito da un'auto e lasciato in ospedale quando i razzi nascosti all'interno dei pattini gli hanno fatto perdere il controllo.
Mentre Sarah fa visita a Lonnie e Kim in ospedale, Derek riceve la visita di Noah, che viene scacciato via dalla babysitter Meridith. Nel parcheggio del posto di lavoro di Sarah, Noah, che si scopre essere il vecchio fidanzato di Sarah e il vero padre di Derek, la affronta ei due si riconciliano. A casa dei Quinn, Meridith e il suo ragazzo Buck fanno sesso nella cameretta di Derek, Joe vestito da Babbo Natale che ha fatto irruzione in casa, e fa attaccare la coppia da un'orda di giocattoli armati, dove Buck viene ucciso, Joe rapisce Derek, portandolo al suo negozio. Poco prima di portare Sarah a casa, Noah le racconta del passato di Joe, dicendo che era stato arrestato anni prima per i giocattoli esplosivi che aveva dato ai bambini dopo che sua moglie incinta era morta in un incidente d'auto.
Sarah con Noah si precipita al negozio di giocattoli e inizia a guardarsi intorno al piano di sopra, armandosi di un coltello. Joe attacca Noah con un aereo telecomandato affilato e una pistola ad acqua che spruzza acido nel seminterrato, mettendolo fuori combattimento. Sentendo il rumore, Sarah scende le scale, trova i giocattoli e poi smaschera la persona non giocattolo per trovare il cadavere di Joe e cerca di scappare, solo per essere fermata dal Joe vestito da Babbo Natale. L'impostore Joe si toglie la faccia (mostrando componenti robotici sotto) e ne indossa un'altra, rivelandosi Pino. Il robot spiega a Sarah che Joe lo ha creato per sostituire suo figlio morto, ma non è mai stato all'altezza delle aspettative di suo padre (poiché non era "un vero figlio") ed è stato continuamente distrutto e ricostruito da Joe nella sua rabbia da ubriaco.
Sarah riesce a pugnalare il robot alla testa con un cacciavite, provocandogli un malfunzionamento. Afferrando il coltello che Sarah aveva lasciato cadere in precedenza, il robot inizia a provare a pugnalare Derek, che aveva messo in un grande sacco. Noah irrompe nella stanza e inizia a combattere contro di lui, distraendolo abbastanza a lungo da permettere a Sarah di dimezzarlo in vita con un'ascia. A malapena funzionante, il robot è triste per suo padre prima di afferrare la gamba di Sarah, facendola sbattere la testa in pezzi.
Mentre Sarah, Derek e Noah si confrontano sul fatto che queste cose sono solo giocattoli, gli occhi di uno dei robot parzialmente assemblati di Joe brillano minacciosamente.